# نيكولا آسينو
نيكولا آسينو (بالبلغارية: Никола Асенов)‏ هو لاعب كرة قدم بلغاري في مركز الدفاع، ولد في 15 فبراير 1983 في صوفيا في بلغاريا. لعب مع أكاداميك صوفيا وسسكا صوفيا.

## وصلات خارجية
- نيكولا آسينو على موقع قاعدة بيانات كرة القدم.إي يو (الإنجليزية)